# Rosa nel Pugno
Rosa nel Pugno (Nederlands: Roos in de Vuist), is een Italiaanse politieke federatie bestaande uit de Radicali Italiani (Italiaanse Radicalen) en de Socialisti Democratici Italiani (Italiaanse Democratische Socialisten).
De naam van de federatie, Rosa nel Pugno, "Roos in de Vuist" verwijst naar het logo: Een gebalde vuist met daarin een rode roos. Overigens voeren zowel de Radicalen als de Democratische Socialisten dit logo ook.
De federatie werd gevormd tijdens een conventie van Radicalen en Democratische Socialisten in september 2005 in Fiuggi. Rosa nel Pugno beroept zich op het gedachtegoed van de "derde weg" van de Britse premier Tony Blair, het socialisme van de Spaanse premier José Luis Zapatero en het libertarisme en antiklerikalisme van Loris Fortuna, een socialist en radicaal die in de jaren 70 van de twintigste eeuw bekendheid verwierf in Italië als voorsteller, samen met de liberaal Antonio Baslini, van de wet die in 1970 echtscheiding invoerde in Italië.
Rosa nel Pugno is wat betreft een te volgen buitenlandbeleid zeer pro-Amerikaans.
Rosa nel Pugno maakt deel uit van de centrumlinkse coalitie L'Unione (De Unie). Het antiklerikalisme van de Radicali Italiani heeft binnen L'Unione weerstand opgeroepen van het rooms-katholieke element, te weten onder Popular-UDEUR en La Margherita.
Leidende figuren binnen Rosa nel Pugno zijn: Enrico Boselli (socialist) en Emma Bonino (radicaal). Bonino zit ook sinds mei 2006 in het kabinet-Prodi II als minister van Europese Zaken en Internationale Handel.

## Uitslagen
| Jaar | parlement                       | %       | zetels |
| ---- | ------------------------------- | ------- | ------ |
| 2006 | Kamer van Afgevaardigden Senaat | 2,6 2,5 | 18 0   |